# 山东省历史文化街区
山东省历史文化街区由山东省人民政府公布。现有60处历史文化街区。
- 第一批（2014年11月19日）35个省级历史文化街区[2]：

- 第二批（2021年5月27日），25个街区[3]。

## 分市名单

### 济南市
- 历下区芙蓉街-百花洲历史文化街区（1）
- 历下区将军庙历史文化街区（1）
- 历下区山东大学西校区(原齐鲁大学)历史文化街区（1）

### 青岛市
- 市南区观海山历史文化街区（1）
- 市南区鱼山历史文化街区（1）
- 市南区八大关、汇泉角、太平角历史文化街区（1）
- 市南区八关山历史文化街区（1）
- 中山路历史文化街区（2）
- 馆陶路历史文化街区（2）
- 上海路—武定路历史文化街区（2）
- 信号山历史文化街区（2）
- 观象山历史文化街区（2）
- 黄台路历史文化街区（2）
- 无棣路历史文化街区（2）
- 四方路历史文化街区（2）
- 奥帆中心历史文化街区（2）

### 淄博市
- 周村区周村古商城历史文化街区（1）
- 淄博矿务局历史文化街区（2）
- 淄川柳泉蒲文化历史文化街区

### 枣庄市
- 台儿庄区台儿庄古城历史文化街区（1）
- 滕州市书院街历史文化街区（1）
- 中兴历史文化街区（2）

### 烟台市
- 芝罘区奇山所城历史文化街区（1）
- 芝罘区烟台山-朝阳街历史文化街区（1）
- 芝罘区广仁路-十字街历史文化街区（1）
- 芝罘区虹口路历史文化街区（1）
- 芝罘区宫家岛历史文化街区（1）

- 蓬莱市戚继光故里历史文化街区（1）
- 蓬莱市西关历史文化街区（1）
- 蓬莱市万寿历史文化街区（1）

### 潍坊市
- 潍城区十笏园历史文化街区（1）
- 坊子区坊子坊茨小镇历史文化街区（1）
- 奎文区廿里堡火车站、大英烟公司历史文化街区（1）
- 奎文区潍柴老厂区历史文化街区（1）
- 青州市北关历史文化街区（1）
- 青州市东关历史文化街区（1）
- 青州市偶园历史文化街区（1）
- 松园子历史文化街区（2）
- 南大营历史文化街区（2）
- 坊子炭矿历史文化街区（2）
- 于家大院历史文化街区（2）

### 济宁市
- 任城区铁塔寺及太白楼历史文化街区（1）
- 任城区竹竿巷历史文化街区（1）
- 曲阜市明故城历史文化街区（1）
- 邹城市亚圣庙街历史文化街区（2）
- 邹城市文庙街西一巷历史文化街区（2）

### 泰安市
- 红门路-岱庙-通天街历史文化街区（1）

### 威海市
- 环翠区刘公岛西摩尔商业街历史文化街区（1）
- 文登区召文台历史文化街区（1）

### 聊城市
- 东昌府区米市街历史文化街区（1）
- 东昌府区大小礼拜寺街历史文化街区（1）
- 临清市中洲运河历史文化街区（1）
- 道署东街历史文化街区（2）
- 状元街历史文化街区（2）
- 城隍庙街历史文化街区（2）
- 临清市桃园历史文化街区（2）

### 滨州市
- 惠民县鼓楼历史文化街区（1）

### 临沂市
- 王羲之故里历史文化街区（2）

### 菏泽市
- 郓城县北门街历史文化街区（2）
- 郓城县魁星巷历史文化街区（2）